# Mongolský chanát
Mongolský chanát, resp. Mongolský stát, oficiálně Veliký mongolský stát (Ikh Mongol Uls), byla teokratická absolutní monarchie a samostatný stát v oblasti Vnějšího Mongolska mezi lety 1911–1919 a 1921–1924. Vznikl v roce 1911 odtržením od Číny. Vlády se ujal v pořadí osmý bogd-chán (Bogdgegén) Džebcundampa Chutuchtu, hlava školy Gelugpa tibetského buddhismu (zastarale lámaismu) spolu s vysokou vrstvou duchovní a feudální aristokracie. Bogd-chánův stát se odtrhl od čchingské Číny o rok dříve než Tibet, ale v roce 1919 vstoupila na jeho území armáda Čínské republiky a krátce jej okupovala. Chanát byl předchůdcem Mongolské lidové republiky.

## Historie

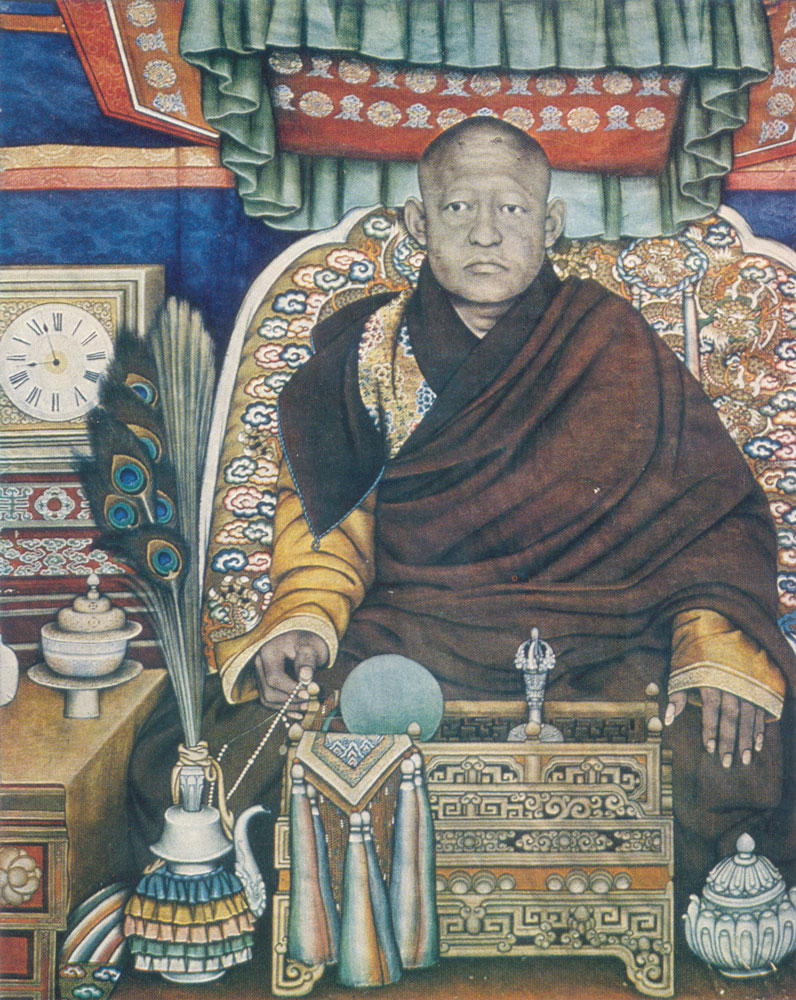
Džebcundampa Chutuchtu známý jako Bogdgegén

Po Sinchajské revoluci v Číně, která svrhla Čchingy a nastolila republiku, Mongolové ústy nejvyššího představitele mongolského buddhismu Džebcundampy Chutuchtua, označovaného často jen svým titulem Bogdgegén, prohlásili, že jejich loajalita patřila královské dynastii a nikoli čínskému národu a po pádu dynastie je tedy Mongolsko nezávislým státem. Sám Bogdgegén se jako monarcha postavil do čela nového státu, jenž byl tvořen územím Vnějšího Mongolska. Vůdci nové čínské republiky byli zaskočeni, ale prozatím nijak nezasahovali. Bogdgegén 2. února 1913 poslal mongolskou armádu, aby „osvobodila“ i Vnitřní Mongolsko. Navzdory tomu, že Rusové odmítli Mongolům prodat zbraně a car Mikuláš II. se ohradil proti „mongolskému imperialismu“, a navzdory tomu, že proti Mongolsku brojili i Britové v obavách, že osamostatní-li se Mongolové, „vzbouří se celá střední Asie“, 10 000 příslušníků mongolské kavalerie porazilo sedmdesátitisícovou čínskou armádu ve Vnitřním Mongolsku a anektovalo ho. Euforie však dlouho nevydržela. V roce 1914 se musela mongolská armáda z Vnitřního Mongolska stáhnout, kvůli nedostatku zbraní a střeliva.
Bogdgegén nicméně věřil, že aspoň Vnější Mongolsko je zabezpečeno a začal budovat nový stát. Roku 1914 byl svolán parlament a o rok později Mongolsko podepsalo s Ruskou říší dvoustrannou dohodu, jíž Rusové nezávislý Mongolský stát uznali. Poté však Čína vyvinula silný diplomatický tlak na Rusko a v Kyjevě se sešli Mongolové s Rusy a Číňany na jednání třístranném. Výsledkem byla nová smlouva, kde Rusové již uznávali jen mongolskou autonomii uvnitř Číny. Mongolská vláda se nicméně dál tvářila, že nezávislost trvá, naopak Čína zase, že Mongolsko je pouhou provincií Číny. Nakonec mongolská vláda přijala “ruskou pozici” a věřila, že Rusové budou alespoň autonomii garantovat.
Po Říjnové revoluci však Číňané vycítili šanci a zesílili tlak. Roku 1919 vstoupila čínská armáda na mongolské území a Bogdgegén byl přinucen podepsat dokument, jímž se vzdával vlády i nezávislosti Mongolska. Někteří mongolští vlastenci byli uvězněni a někteří – jako třeba Damdinsuren – ve vězení umučeni. Čína pak rychle utlumila jakékoli autonomizační snahy.

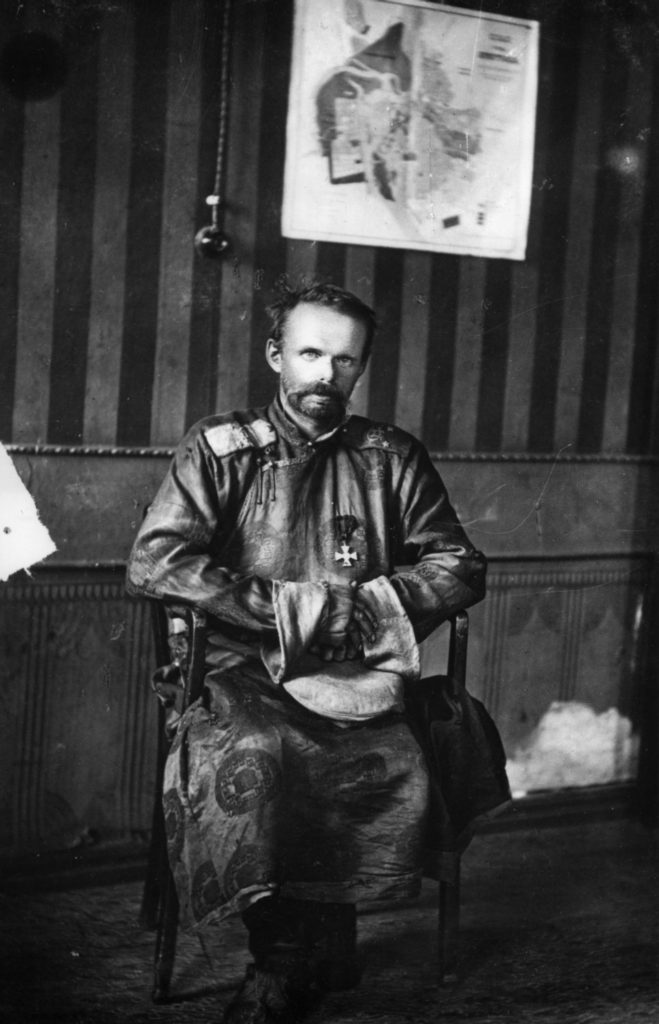
Baron Ungern

Do zdánlivě vyřešené situace však náhle zasáhlo dění v revolučním Rusku. V březnu 1921 na mongolské území vtrhlo vojsko Romana Fjodoroviče Ungerna von Sternberg, které bylo rudými vytlačeno ze Zabajkalska. Ungern, známý také jako “šílený baron”, volně přináležel k bělogvardějské straně, avšak přímo pod bílé velení nespadal, neboť svými dobrodružnými plány budil i u Kolčaka odpor. Byl placen a podporován Japonci, kterým za to slíbil Sibiř, což Kolčakovi lidé viděli jako vlastizradu. Ungern se tak pohyboval ruskou občanskou válkou jako “neřízená střela” na vlastní pěst. Jedním z jeho dalších dobrodružných plánů bylo obnovit Mongolskou říši, která by pak porazila ruské bolševiky. Přestože do Mongolska přitáhl jen s 800 muži, byli dosti zdatní, aby z Chüré (dnešního Ulánbátaru) vyhnali dvoutisícovou čínskou posádku a osvobodili Bogdgegéna z vězení. Vyhlásil pak obnovení mongolského království s osvobozeným duchovním v čele.
Skutečným vládcem byl však Ungern. Přijal buddhismus, začal nosit tradiční mongolský oděv a rozpoutal teror. Obětí jeho pogromů byli Číňani, Židé a mongolští komunisté. Existuje mnoho bizarních historek o Ungernově řádění, které zřejmě vyplývalo z jeho psychické choroby. Někdy šlo o fámy, doloženo bylo ale například stahování obětí z kůže zaživa. Proti Číňanům se nicméně “šílenému baronovi” vojensky dařilo a v jistou chvíli měl reálnou možnost zaútočit na Peking. Jeho šťastná hvězda ovšem zhasla ve chvíli, kdy po konsolidaci sovětské moci na ruském území do Mongolska v červnu 1921 vtrhla Rudá armáda, doprovázená mongolskými komunistickými oddíly Damdina Süchbátara. Ungern se stáhl na Sibiř, kde se chtěl spojit s Japonci a Semjonovovými bělogvardějci. Nesehnal ale více než tisícovku mužů. S nimi se pak vrátil do Mongolska, kde chtěl rozpoutat lidovou protikomunistickou revoluci. V srpnu byl zajat a v září popraven. Bogdgegén se pak obrátil na Rusy a souhlasil s obnovením nezávislosti doplněné silným ruským vlivem. Ti však měli už jiné plány. Nezávislé, leč komunistické Mongolsko.